# Nowy Dworzec (Białoruś)
Nowy Dworzec (biał. Новы Дварэц; ros. Новый Дворец) – wieś na Białorusi, w obwodzie brzeskim, w rejonie pińskim, w sielsowiecie Biarozawiczy.
W dwudziestoleciu międzywojennym leżał w Polsce, w województwie poleskim, w powiecie pińskim, w gminie Żabczyce. Po II wojnie światowej w granicach Związku Sowieckiego. Od 1991 w niepodległej Białorusi.